# J1 League 2018
Die J1 League 2018 war die 26. Spielzeit der höchsten Division der japanischen J. League und die vierte unter dem Namen J1 League. An ihr nahmen achtzehn Vereine teil. Die Saison begann am 23. Februar 2018 mit dem Spiel zwischen Sagan Tosu und Vissel Kōbe und endete am 2. Dezember 2018. Der Vorjahresmeister Kawasaki Frontale konnte den Titel verteidigen.

## Modus
Die Mannschaften spielten ein Doppelrundenturnier im Kalenderjahr, wobei jeweils ein Spiel gegen jede andere Mannschaft auf eigenem Platz stattfand. Die Tabelle wurde nach den folgenden Kriterien erstellt:
1. Anzahl der erzielten Punkte
2. Tordifferenz
3. Erzielte Tore
4. Ergebnisse der Spiele untereinander
5. Entscheidungsspiel oder Münzwurf

Der Verein mit dem besten Ergebnis am Ende der Saison errang den japanischen Meistertitel und qualifizierte sich für die Gruppenphase der AFC Champions League 2019. Aufgrund einer Verschlechterung Japans in der AFC-Vierjahreswertung 2017 verlor die Liga den zweiten Fixplatz in der Gruppenphase an die chinesische Liga, somit beginnt neben dem Drittplatzierten auch der Vizemeister in der Play-off-Runde der Champions League. Sollte eine dieser drei Mannschaften zusätzlich den Kaiserpokal 2018 gewinnen, rückt der Viertplatzierte nach. Mit der Wiederbelebung der Relegation stiegen wieder nur die beiden letztplatzierten Mannschaften direkt ab, der Sechzehnte spielte nun in einer einzelnen Partie gegen den Gewinner der J2-Aufstiegsplayoffs um den Klassenverbleib.

## Teilnehmer
Insgesamt nahmen achtzehn Mannschaften an der Spielzeit teil. Hierbei verließen Ventforet Kofu, Albirex Niigata und Ōmiya Ardija als schlechteste Teams der Vorsaison die Liga in Richtung J2 League 2018. Ventforet Kofu stieg nach fünf durchgehend von Abstiegskampf geprägten Jahren zum dritten Mal in die J2 League ab, Ōmiya Ardija musste die Liga nach einem Intermezzo von zwei Spielzeiten wieder verlassen. Albirex Niigata schließlich beendete eine insgesamt vierzehn Saisons andauernde Zugehörigkeit zur höchsten japanischen Spielklasse.
Die drei Absteiger wurden durch den Meister der J2 League 2017, Shonan Bellmare, den Vizemeister V-Varen Nagasaki sowie den Gewinner der Aufstiegsplayoffs Nagoya Grampus ersetzt. Nach ihrem Abstieg 2016 schafften Shonan Bellmare und Nagoya Grampus die direkte Rückkehr ins Oberhaus, Nagoya setzte sich hierbei in den Playoffs gegen JEF United Ichihara Chiba und Avispa Fukuoka durch. V-Varen Nagasaki spielte dagegen zum ersten Mal in seiner Vereinsgeschichte auf dem höchsten Niveau der japanischen Ligenpyramide.
| Verein                     | Beheimatet in, Präfektur                          | Stadion                                |
| -------------------------- | ------------------------------------------------- | -------------------------------------- |
| Cerezo Osaka               | Osaka, Osaka                                      | Kinchō Stadium / Yanmar Stadium Nagai1 |
| Gamba Osaka                | Suita, Osaka                                      | Suita City Football Stadium            |
| Hokkaido Consadole Sapporo | Sapporo, Hokkaidō                                 | Sapporo Dome                           |
| Júbilo Iwata               | Iwata, Shizuoka                                   | Yamaha Stadium                         |
| Kashima Antlers            | Mehrere Städte im Südwesten der Präfektur Ibaraki | Kashima Soccer Stadium                 |
| Kashiwa Reysol             | Kashiwa, Chiba                                    | Hitachi Kashiwa Soccer Stadium         |
| Kawasaki Frontale          | Kawasaki, Kanagawa                                | Todoroki Athletics Stadium             |
| Nagoya Grampus             | Nagoya, Aichi                                     | Paloma Mizuho Stadium / Toyota Stadium |
| Sagan Tosu                 | Tosu, Saga                                        | Best Amenity Stadium                   |
| Sanfrecce Hiroshima        | Hiroshima, Hiroshima                              | Edion Stadium Hiroshima                |
| Shimizu S-Pulse            | Shizuoka, Shizuoka                                | IAI Stadium Nihondaira                 |
| Shonan Bellmare            | Hiratsuka, Kanagawa                               | Shonan BMW Stadium Hiratsuka           |
| FC Tokyo                   | Tokio                                             | Ajinomoto Stadium                      |
| Urawa Red Diamonds         | Saitama, Saitama                                  | Saitama Stadium                        |
| Vegalta Sendai             | Sendai, Miyagi                                    | Yurtec Stadium Sendai                  |
| Vissel Kōbe                | Kōbe, Hyōgo                                       | Noevir Stadium Kobe                    |
| V-Varen Nagasaki           | Nagasaki, Nagasaki                                | Transcosmos Stadium Nagasaki           |
| Yokohama F. Marinos        | Yokohama & Yokosuka, Kanagawa                     | Nissan Stadium                         |

## Trainer
| Verein                     | Cheftrainer                                           |
| -------------------------- | ----------------------------------------------------- |
| Hokkaido Consadole Sapporo | Michael Petrović                                      |
| Vegalta Sendai             | Susumu Watanabe                                       |
| Kashima Antlers            | Gō Ōiwa                                               |
| Urawa Reds                 | Takafumi Hori → Tsuyoshi Ōtsuki → Oswaldo de Oliveira |
| Kashiwa Reysol             | Takahiro Shimotaira → Nozomu Katō → Ken Iwase         |
| FC Tokyo                   | Kenta Hasegawa                                        |
| Kawasaki Frontale          | Tōru Oniki                                            |
| Yokohama F. Marinos        | Ange Postecoglou                                      |
| Shonan Bellmare            | Cho Kwi-jae                                           |
| Shimizu S-Pulse            | Jan Jönsson                                           |
| Júbilo Iwata               | Hiroshi Nanami                                        |
| Nagoya Grampus             | Yahiro Kazama                                         |
| Gamba Osaka                | Levir Culpi → Tsuneyasu Miyamoto                      |
| Cerezo Osaka               | Yoon Jong-hwan                                        |
| Vissel Kobe                | Takayuki Yoshida → Kentarō Hayashi → Juanma Lillo     |
| Sanfrecce Hiroshima        | Hiroshi Jōfuku                                        |
| Sagan Tosu                 | Massimo Ficcadenti → Kim Myung-hwi                    |
| V-Varen Nagasaki           | Takuya Takagi                                         |

## Spieler
| Verein                     | Spieler |
| -------------------------- | --- |
| Hokkaido Consadole Sapporo | Akito Fukumori (31/2), Shingō Hyōdō (15/0), Julinho (2/2), Kazuki Fukai (28/2), Ken Tokura (30/12), Hiroki Miyazawa (28/1), Reis (4/0), Yoshihiro Uchimura (1/0), Yoshiaki Komai (29/0), Jun’ichi Inamoto (2/0), Chanathip (30/8), Kōsuke Shirai (10/1), Kim Min-tae (27/0), Gu Sung-yun (34/0), Ryōta Hayasaka (23/0), Takuma Arano (26/0), Takumi Miyayoshi (11/1), Naoki Ishikawa (21/0), Ryōsuke Shindō (34/4), Daiki Suga (33/1), Kōji Miyoshi (26/3), Shinji Ono (7/0), Jay (24/9) |
| Vegalta Sendai             | Daniel Schmidt (18/0), Katsuya Nagato (29/0), Kōji Hachisuka (28/4), Kō Itakura (24/3), Hiroaki Okuno (27/2), Ryang Yong-gi (14/0), Naoki Ishihara (34/7), Yasuhiro Hiraoka (27/0), Shin’ya Yajima (5/0), Gakuto Notsuda (23/2), Shingo Tomita (30/0), Ryō Germain (17/3), Takuma Abe (24/2), Kentarō Seki (16/0), Yoshihiro Nakano (25/2), Naoki Sugai (7/0), Kazuki Ōiwa (33/2), Shōta Kobayashi (10/0), Takuma Nishimura (24/11), Masato Tokida (3/0), Keiya Shiihashi (17/0), Ramon Lopes (6/1), Kim Jung-ya (13/0), Kunimitsu Sekiguchi (16/1), Mike Havenaar (6/1) |
| Kashima Antlers            | Kwoun Sun-tae (27/0), Atsuto Uchida (12/0), Gen Shōji (16/1), Leo Silva (20/2), Naomichi Ueda (14/0), Jung Seung-hyun (11/0), Ryōta Nagaki (30/1), Pedro Junior (7/0), Shōma Doi (29/5), Yūma Suzuki (32/11), Mū Kanazaki (15/7), Leandro (5/0), Atsutaka Nakamura (11/1), Takeshi Kanamori (14/2), Yūto Misao (1/0), Shūto Yamamoto (18/0), Serginho (10/3), Kazuma Yamaguchi (10/1), Kento Misao (26/0), Hitoshi Sogahata (7/0), Daigo Nishi (23/3), Itsuki Oda (6/1), Yukitoshi Itō (11/0), Yasushi Endō (20/4), Kazune Kubota (2/0), Kōki Machida (8/0), Hiroki Abe (22/2), Kōki Anzai (28/3), Toshiya Tanaka (4/0), Shintarō Nago (1/0), Tomoya Inukai (22/1), Mitsuo Ogasawara (14/0)                                                                   |
| Urawa Reds                 | Shūsaku Nishikawa (34/0), Mauricio (30/1), Tomoya Ugajin (29/2), Tomoaki Makino (32/4), Wataru Endō (16/2), Kōsuke Taketomi (8/0), Yūki Mutō (32/7), Yōsuke Kashiwagi (30/0), Martinus (10/0), Fabricio (9/6), Tadaaki Hirakawa (3/0), Kazuki Nagasawa (27/2), Takuya Aoki (29/2), Rikiya Motegi (1/0), Naoki Yamada (3/0), Andrew Nabbout (12/0), Tadanari Lee (20/3), Zlatan (5/1), Yūki Abe (27/1), Takuya Ogiwara (8/0), Daiki Hashioka (25/1), Kai Shibato (9/1), Shinzō Kōroki (33/15), Takuya Iwanami (22/2), Daisuke Kikuchi (9/0), Ryōta Moriwaki (11/0) |
| Kashiwa Reysol             | Kazushige Kirihata (18/0), Jirō Kamata (18/0), Yun Suk-young (7/0), Nathan Ribeiro (6/0), Shinnosuke Nakatani (7/0), Daisuke Suzuki (9/1), Yūta Nakayama (19/3), Toshiya Takagi (17/0), Hidekazu Ōtani (25/0), Kei Koizumi (27/1), Cristiano (34/8), Ataru Esaka (33/9), Ryōhei Yamazaki (17/0), Ryūta Koike (32/0), Jun’ya Itō (34/6), Kim Bo-kyung (23/2), Kōhei Tezuka (18/1), Yūsuke Segawa (25/9), Hiroto Nakagawa (14/2), Ramon Lopes (6/0), Park Jeong-su (23/0), Kōsuke Nakamura (17/0), Olunga (10/3), Ryōichi Kurisawa (2/0), Sō Nakagawa (1/0), Hajime Hosogai (8/0), Masashi Kamekawa (22/1) |
| FC Tokyo                   | Takuo Ōkubo (3/0), Sei Muroya (30/1), Masato Morishige (30/2), Yūichi Maruyama (9/0), Daiki Niwa (6/0), Kōsuke Ōta (25/1), Takuji Yonemoto (23/0), Yōjirō Takahagi (34/0), Diego Oliveira (32/13), Kensuke Nagai (32/5), Lins (18/3), Takefusa Kubo (4/0), Cayman Togashi (19/1), Kento Hashimoto (27/1), Ryōichi Maeda (18/1), Kiichi Yajima (5/0), Ryōya Ogawa (15/0), Sōtan Tanabe (14/1), Takuya Uchida (1/0), Makoto Okazaki (5/1), Akihiro Hayashi (31/0), Keigo Higashi (34/4), Kōtarō Ōmori (32/1), Rei Hirakawa (1/0), Manato Shinada (1/0), Jang Hyun-soo (24/2) |
| Kawasaki Frontale          | Jung Sung-ryong (31/0), Kyōhei Noborizato (25/0), Tatsuki Nara (23/1), Yoshito Ōkubo (12/2), Shōgo Taniguchi (34/3), Yūsuke Tasaka (3/0), Shintarō Kurumaya (31/0), Hiroyuki Abe (29/5), Shūhei Akasaki (1/0), Ryōta Ōshima (29/2), Yū Kobayashi (27/15), Kengo Nakamura (33/6), Tatsuya Hasegawa (12/1), Yūto Takeoka (5/0), Elsinho (32/2), Kentarō Moriya (3/0), Kei Chinen (27/4), Eduardo Neto (11/2), Hokuto Shimoda (5/1), Eduardo (3/1), Hidemasa Morita (26/0), Yūto Suzuki (18/1), Shōta Arai (3/0), Ao Tanaka (4/1), Manabu Saitō (16/1), Akihiro Ienaga (32/6) |
| Yokohama F. Marinos        | Milos Degenek (12/2), Dusan (14/1), Yūzō Kurihara (3/0), Takuya Kida (22/1), Takahiro Ōgihara (30/1), Hugo Vieira (31/13), Kōsuke Nakamachi (16/1), Yūki Ōtsu (25/1), Keita Endō (27/2), Takashi Kanai (6/2), Thiago Martins (13/0), Jun Amano (34/5), Takefusa Kubo (5/1), Shō Itō (26/8), Teruhito Nakagawa (24/9), Olivier Boumal (15/2), Hiroki Iikura (34/0), Yūji Nakazawa (22/1), Ryōsuke Yamanaka (32/4), Yun Il-lok (16/0), Ippei Shinozuka (14/0), Ken Matsubara (29/1), David Babunski (5/0), Kaina Yoshio (6/0), Kōta Yamada (8/1), Shinnosuke Hatanaka (5/0) |
| Shonan Bellmare            | Yōta Akimoto (34/0), Shunsuke Kikuchi (26/7), Andre Bahia (13/0), Yūsuke Kobayashi (1/0), Toshiki Ishikawa (28/2), Tsukasa Umesaki (29/4), Kazunari Ōno (24/1), Lee Jeong-hyeop (18/2), Hiroki Akino (20/0), Ryō Takahashi (10/1), Miki Yamane (32/1), Seiya Fujita (4/0), Ryūnosuke Noda (16/2), Mitsuki Saitō (18/1), Jin Hanato (4/0), Temma Matsuda (21/1), Alen Stevanovic (8/2), Keisuke Saka (25/1), Kaoru Takayama (22/0), Genta Omotehara (2/0), Kazuki Yamaguchi (3/0), Kunitomo Suzuki (5/0), Hirokazu Ishihara (7/0), Daiki Sugioka (30/1), Tsuyoshi Shimamura (1/0), Hikaru Arai (1/0), Daiki Kaneko (10/1), Takuya Okamoto (28/3), Yūki Ōhashi (1/0), Ryōgo Yamasaki (16/4), Mikic (6/0), Keijirō Ogawa (13/0)                                  |
| Shimizu S-Pulse            | Hwang Seok-ho (32/1), Freire (29/0), Ryō Takeuchi (24/1), Chong Te-se (18/3), Ryōhei Shirasaki (27/2), Kazuya Murata (7/1), Yūji Rokutan (34/1), Jumpei Kusukami (2/0), Akihiro Hyōdō (5/0), Yōsuke Kawai (32/3), Yū Hasegawa (9/0), Mitchell Duke (22/0), Crislan (24/5), Kōya Kitagawa (32/13), Kō Matsubara (32/0), Hiroshi Futami (7/0), Takahiro Iida (15/0), Yūgo Tatsuta (25/1), Hideki Ishige (29/2), Shōta Kaneko (34/10), Takuma Mizutani (3/0), Makoto Kakuda (5/0), Douglas (15/11) |
| Júbilo Iwata               | Kentarō Ōi (34/3), Ryō Shinzato (16/0), Nagisa Sakurauchi (25/2), Guilherme (11/0), Eren (4/0), Taishi Taguchi (33/4), Musaev (6/1), Shunsuke Nakamura (16/0), Takuya Matsuura (31/3), Tomohiko Miyazaki (15/0), Masaya Matsumoto (15/1), Adailton (4/1), Seiya Nakano (9/1), Kōki Ogawa (13/1), Hiroki Yamada (32/2), Kengo Kawamata (31/11), Kaminski (32/0), Yoshito Ōkubo (17/3), Kōsuke Yamamoto (15/0), Daiki Ogawa (21/1), Takuma Ōminami (6/0), Daigo Araki (16/0), Rikiya Uehara (28/1), Yoshiaki Fujita (3/0), Shun Morishita (6/0), Ryūki Miura (2/0), Hiroki Itō (1/0), Shōhei Takahashi (34/0) |
| Nagoya Grampus             | Hiroto Hatao (3/0), Kazuki Kushibiki (20/0), Yūki Kobayashi (32/1), Ikki Arai (11/0), Kazuya Miyahara (26/0), Jo (33/24), Washington (6/0), Ariajasuru Hasegawa (18/0), Gabriel Xavier (29/6), Hisato Satō (9/0), Yōsuke Akiyama (22/0), Eduardo Neto (15/0), Yūichi Maruyama (18/0), Yūki Oshitani (7/0), Shinnosuke Nakatani (17/0), Kōhei Hattanda (11/0), Langerak (34/0), Ryōta Aoki (18/0), Naoki Maeda (18/7), Keiji Tamada (24/3), Ryūji Izumi (32/2), Takashi Kanai (15/4), Shumpei Fukahori (4/0), Rocha (8/3), Daiki Enomoto (2/0), Shunto Kodama (8/0), Kenta Uchida (6/0), Yukinari Sugawara (13/0), Shumpei Naruse (1/0), Yūki Sōma (9/1) |
| Gamba Osaka                | Masaaki Higashiguchi (29/0), Fabio (31/3), Hiroki Fujiharu (25/0), Genta Miura (34/0), Ryō Hatsuse (10/0), Yasuhito Endō (34/1), Matheus (13/1), Ademilson (17/5), Shū Kurata (31/4), Hwang Ui-jo (27/16), Shun'ya Suganuma (11/0), Kōki Yonekura (26/1), Yasuyuki Konno (14/0), Mizuki Ichimaru (4/0), Kazunari Ichimi (9/0), Shun Nagasawa (14/1), Shin’ya Yajima (2/0), Oh Jae-suk (24/0), Mizuki Hayashi (7/0), Haruya Ide (7/0), Jungo Fujimoto (21/2), Yūto Mori (1/0), Takahiro Kō (12/0), Leo Takae (9/0), Yūya Fukuda (3/0), Keito Nakamura (17/1), Jin Izumisawa (3/0), Kazuma Watanabe (12/3), Ryōtarō Meshino (11/0), Kōsuke Onose (14/3) |
| Cerezo Osaka               | Riku Matsuda (29/0), Kōta Fujimoto (3/0), Yūsuke Tanaka (5/0), Hotaru Yamaguchi (33/0), Kōta Mizunuma (27/1), Yōichirō Kakitani (21/4), Ken’yū Sugimoto (30/5), Hiroshi Kiyotake (20/4), Souza (22/4), Toshiyuki Takagi (30/6), Yūsuke Maruhashi (33/6), Yasuki Kimoto (22/0), Eiichi Katayama (7/0), Takaki Fukumitsu (20/1), Yang Dong-hyen (16/1), Ryūji Sawakami (2/0), Kim Jin-hyeon (34/0), Matej Jonjic (33/2), Tatsuya Yamashita (21/0), Kazuya Yamamura (24/2), Hirofumi Yamauchi (4/0), Daichi Akiyama (3/0), Atomu Tanaka (6/0), Masataka Nishimoto (2/0), Mizuki Andō (1/0), Osmar (17/2) |
| Vissel Kobe                | Daiya Maekawa (4/0), Daisuke Nasu (9/0), Hirofumi Watanabe (26/0), Kunie Kitamoto (1/0), Jung Woo-young (12/2), Ahmed Yasser (7/0), Shunki Takahashi (10/0), Hirotaka Mita (32/6), Andrés Iniesta (14/3), Mike Havenaar (4/1), Lukas Podolski (24/5), Leandro (2/0), Keijirō Ogawa (5/0), Naoyuki Fujita (29/2), Daiki Miya (5/0), Kyōgo Furuhashi (13/5), Wellington (28/5), Kim Seung-gyu (30/0), Kazuma Watanabe (19/4), Asahi Masuyama (7/1), Jun’ya Tanaka (20/2), Wataru Hashimoto (14/0), Yoshiki Matsushita (9/0), Masatoshi Mihara (23/2), Leo Ōsaki (17/0), Yūta Gōke (22/2), Theerathon (28/0), Shūhei Ōtsuki (19/1), Sō Fujitani (13/0), Takuya Yasui (4/0), Daiju Sasaki (6/1), Masahiko Inoha (10/0), Yūki Kobayashi (2/0), Shun Nagasawa (5/1) |
| Sanfrecce Hiroshima        | Takuto Hayashi (34/0), Yūki Nogami (30/0), Hiroki Mizumoto (31/0), Kazuhiko Chiba (11/2), Toshihiro Aoyama (34/1), Kazuyuki Morisaki (3/0), Masato Kudō (12/1), Felipe Silva (2/0), Tsukasa Morishima (1/0), Shō Inagaki (33/3), Besart Berisha (6/0), Yoshifumi Kashiwa (34/4), Shō Sasaki (34/3), Daiki Watari (17/1), Kyōhei Yoshino (18/0), Kazuaki Mawatari (4/1), Daiki Niwa (1/0), Kōsei Shibasaki (32/3), Teerasil (32/6), Taishi Matsumoto (3/0), Takuya Wada (33/2), Hayao Kawabe (33/0), Patric (33/20), Shunki Higashi (1/0) |
| Sagan Tosu                 | Hiromu Mitsumaru (9/0), Yūji Takahashi (30/1), Riki Harakawa (29/2), Kim Min-hyeok (27/0), Akito Fukuta (31/0), Hiroki Kawano (2/0), Masato Fujita (12/0), Fernando Torres (17/3), Yōhei Toyoda (8/0), Yūzō Kobayashi (25/0), Yoshiki Takahashi (30/1), Jung Seung-hyun (11/1), Yatsunori Shimaya (1/0), Cho Dong-geon (16/2), Shūichi Gonda (34/0), Kōhei Katō (1/0), Kei Ikeda (7/0), Yutaka Yoshida (24/1), Kazuki Anzai (16/0), An Yong-woo (9/2), Kyōsuke Tagawa (23/2), Victor Ibarbo (7/2), Joan Oumari (11/1), Hideto Takahashi (33/3), Yūji Ono (30/4), Mū Kanazaki (15/3) |
| V-Varen Nagasaki           | Takuya Masuda (6/0), Ryūtarō Iio (32/1), Ryōta Takasugi (30/1), Daichi Tagami (27/3), Yūsuke Maeda (13/0), Shūto Kōno (2/0), Juanma (31/6), Masato Kurogi (21/0), Musashi Suzuki (29/11), Yuzuru Shimada (20/0), Shōgo Nakahara (15/2), Ben Halloran (5/0), Jairo Morillas (2/0), Takashi Sawada (34/3), Keita Nakamura (27/7), Shun'ya Yoneda (16/1), Yūki Kagawa (2/0), Teppei Usui (5/0), Ryō Niizato (7/0), Hijiri Onaga (34/2), Kenta Tokushige (28/0), Yūhei Tokunaga (27/0), Takumi Nagura (3/0), Shū Hiramatsu (13/1), Ryōta Isomura (12/0), Choi Kyu-baek (9/0), Yūki Ōmoto (7/0), Jordy Buijs (16/1) |

## Statistiken

### Tabelle
| Pl.             | Verein                     | Sp. | S  | U  | N  | Tore    | Diff. | Punkte |
| --------------- | -------------------------- | --- | -- | -- | -- | ------- | ----- | ------ |
| 1.              | Kawasaki Frontale (M)      | 34  | 21 | 6  | 7  | 057:270 | +30   | 69     |
| 2.              | Sanfrecce Hiroshima        | 34  | 17 | 6  | 11 | 047:350 | +12   | 57     |
| 3.              | Kashima Antlers            | 34  | 16 | 8  | 10 | 050:390 | +11   | 56     |
| 4.              | Hokkaido Consadole Sapporo | 34  | 15 | 10 | 9  | 048:480 | ±0    | 55     |
| 5.              | Urawa Red Diamonds         | 34  | 14 | 9  | 11 | 051:390 | +12   | 51     |
| 6.              | FC Tokyo                   | 34  | 14 | 8  | 12 | 039:340 | +5    | 50     |
| 7.              | Cerezo Osaka (P)           | 34  | 13 | 11 | 10 | 039:380 | +1    | 50     |
| 8.              | Shimizu S-Pulse            | 34  | 14 | 7  | 13 | 056:480 | +8    | 49     |
| 9.              | Gamba Osaka                | 34  | 14 | 6  | 14 | 041:460 | −5    | 48     |
| 10.             | Vissel Kōbe                | 34  | 12 | 9  | 13 | 045:520 | −7    | 45     |
| 11.             | Vegalta Sendai             | 34  | 13 | 6  | 15 | 044:540 | −10   | 45     |
| 12.             | Yokohama F. Marinos        | 34  | 12 | 5  | 17 | 056:560 | ±0    | 41     |
| 13.             | Shonan Bellmare (N)        | 34  | 10 | 11 | 13 | 038:430 | −5    | 41     |
| 14.             | Sagan Tosu                 | 34  | 10 | 11 | 13 | 029:340 | −5    | 41     |
| 15.             | Nagoya Grampus (N)         | 34  | 12 | 5  | 17 | 052:590 | −7    | 41     |
| 16.             | Júbilo Iwata               | 34  | 10 | 11 | 13 | 035:480 | −13   | 41     |
| 17.             | Kashiwa Reysol             | 34  | 12 | 3  | 19 | 047:540 | −7    | 39     |
| 18.             | V-Varen Nagasaki (N)       | 34  | 8  | 6  | 20 | 039:590 | −20   | 30     |
| Stand: Endstand |                            |     |    |    |    |         |       |        |

| Zum Saisonende 2018: |
| Japanischer Meister 2018 und Teilnahme an der Gruppenphase der AFC Champions League 2019 Teilnahme an der Play-off-Runde zur AFC Champions League 2019 Japanischer Pokalsieger und Teilnahme an der Gruppenphase der AFC Champions League 2019: Urawa Red Diamonds Teilnehmer am Relegationsspiel gegen den Sieger der Play-off-Runde der J2 League 2018 Abstieg in die J2 League 2019 |

| Zum Saisonende 2017: |                                                                                      |
| (M)                  | Japanischer Meister 2017: Kawasaki Frontale                                          |
| (P)                  | Kaiserpokal-Sieger 2017: Cerezo Osaka                                                |
| (N)                  | Aufsteiger aus der J2 League 2017: Shonan Bellmare, V-Varen Nagasaki, Nagoya Grampus |

### Torschützenliste
Bei gleicher Anzahl von Treffern sind die Spieler alphabetisch geordnet.
| Platz           | Name             | Mannschaft          | Tore |
| --------------- | ---------------- | ------------------- | ---- |
| 01.             | Jô               | Nagoya Grampus      | 24   |
| 02.             | Patric           | Sanfrecce Hiroshima | 20   |
| 03.             | Hwang Ui-jo      | Gamba Osaka         | 16   |
| 04.             | Yū Kobayashi     | Kawasaki Frontale   | 15   |
| 04.             | Shinzō Kōroki    | Urawa Red Diamonds  | 15   |
| 06.             | Kōya Kitagawa    | Shimizu S-Pulse     | 13   |
| 06.             | Diego Oliviera   | FC Tokyo            | 13   |
| 06.             | Hugo Vieira      | Yokohama F. Marinos | 13   |
| 09.             | Ken Tokura       | Consadole Sapporo   | 12   |
| 10.             | Douglas          | Shimizu S-Pulse     | 11   |
| 10.             | Kengo Kawamata   | Júbilo Iwata        | 11   |
| 10.             | Takuma Nishimura | Vegalta Sendai      | 11   |
| 10.             | Musashi Suzuki   | V-Varen Nagasaki    | 11   |
| 10.             | Yūma Suzuki      | Kashima Antlers     | 11   |
| Stand: Endstand |                  |                     |      |

### Zuschauertabelle
Die Rangliste ist nach dem Zuschauerschnitt sortiert.
| Platz           | Mannschaft                 | Heimspiele | Zuschauer ges. | Ø pro Spiel |
| --------------- | -------------------------- | ---------- | -------------- | ----------- |
| 01.             | Urawa Red Diamonds         | 17         | 603.534        | 35.502      |
| 02.             | FC Tokyo                   | 17         | 449.388        | 26.435      |
| 03.             | Nagoya Grampus             | 17         | 419.218        | 24.660      |
| 04.             | Gamba Osaka                | 17         | 399.242        | 23.485      |
| 05.             | Kawasaki Frontale          | 17         | 394.709        | 23.218      |
| 06.             | Yokohama F. Marinos        | 17         | 370.401        | 21.788      |
| 07.             | Vissel Kōbe                | 17         | 367.716        | 21.630      |
| 08.             | Kashima Antlers            | 17         | 330.376        | 19.434      |
| 09.             | Cerezo Osaka               | 17         | 319.782        | 18.811      |
| 10.             | Hokkaido Consadole Sapporo | 17         | 309.798        | 18.223      |
| 11.             | Júbilo Iwata               | 17         | 263.060        | 15.474      |
| 12.             | Vegalta Sendai             | 17         | 261.943        | 15.408      |
| 13.             | Sagan Tosu                 | 17         | 255.004        | 15.000      |
| 14.             | Shimizu S-Pulse            | 17         | 254.844        | 14.991      |
| 15.             | Sanfrecce Hiroshima        | 17         | 243.874        | 14.346      |
| 16.             | Shonan Bellmare            | 17         | 206.039        | 12.120      |
| 17.             | Kashiwa Reysol             | 17         | 193.833        | 11.402      |
| 18.             | V-Varen Nagasaki           | 17         | 190.827        | 11.225      |
| Gesamt          | Gesamt                     | 306        | 5.833.538      | 19.064      |
| Stand: Endstand |                            |            |                |             |

### Abstiegs-Play-out
Der Tabellensechzehnte Júbilo Iwata spielte gegen den Sieger der J2-League-Aufstiegs-Play-offs Tokyo Verdy um den Verbleib in der J1 League. Das Spiel fand am 8. Dezember 2018 statt.
|              | Ergebnis  |             |
| ------------ | --------- | ----------- |
| Júbilo Iwata | 2:0 (1:0) | Tokyo Verdy |